# STUFT

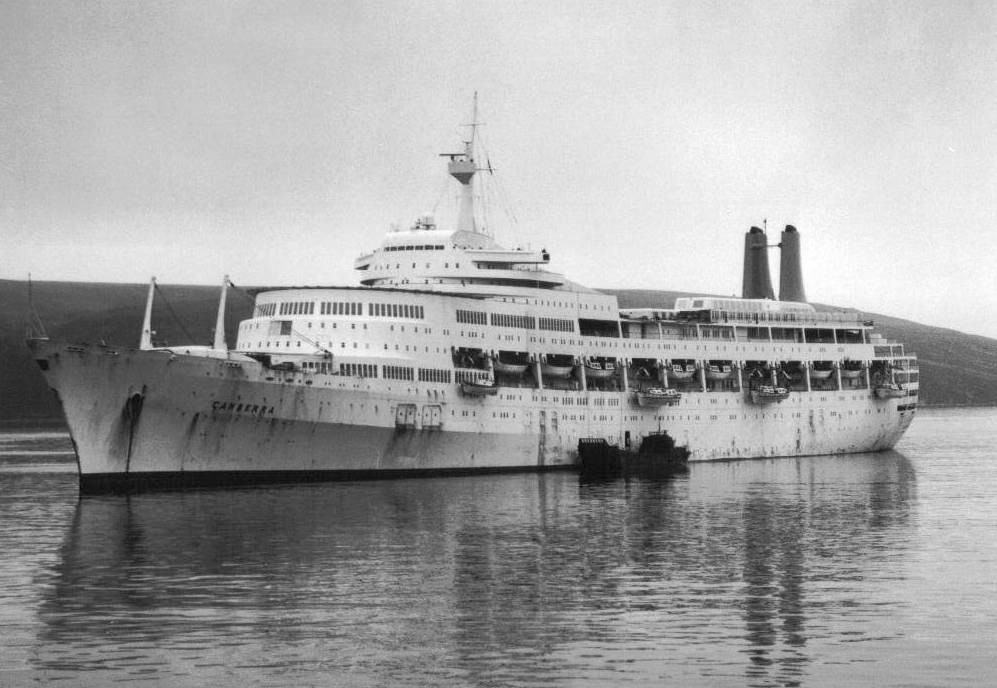
Canberra in San Carlos Water. Mei 1982.

Een STUFT (afkorting voor ship taken up from trade of schip van de handelsvaart genomen) is een civiel schip opgevorderd voor gebruik door de overheid met gebruikelijk als bedoeling het schip in te zetten voor militaire doeleinden. Hoewel meerdere landen deze term gebruiken, slaat de afkorting typerend op Britse schepen. Deze schepen kunnen voor een wijde verscheidenheid aan opdrachten ingezet worden, gaande van troepentransport tot het uitvoeren van reparaties op zee.

## STUFT tijdens de Falklandoorlog
Tijdens de Falklandoorlog in 1982 werden 46 Britse, civiele schepen van hun handelsroutes gehaald en opgevorderd. Deze schepen hadden een sleutelpositie in de logistiek van de Britten tijdens deze oorlog. Zij verzorgden een continue toevoer van brandstof, drinkbaar water, andere levensmiddelen en militair materieel en tegen het einde van Operation Corporate waren er meer STUFT betrokken bij de oorlog dan schepen van de Royal Navy.
Alle ingezette civiele schepen moesten modificaties ondergaan voordat ze richting de Falklandeilanden konden varen, de meest voorkomende aanpassingen bestonden uit het toevoegen van slaapplaatsen voor een vergrote bemanning, het aanpassen van faciliteiten voor deze bemanning, het toevoegen van militair communicatiemateriaal, grotere tanks installeren voor brandstof, het toevoegen van omgekeerde osmose drinkwaterinstallaties, het verstevigen van de scheepsstructuur en de bouw van helikopterplatforms. Deze modificaties moesten zeer snel gebeuren en hier waren geen vaste plannen voor, doch lukte het vaak om een schip na slechts enkele dagen op een scheepswerf vaarklaar te krijgen. Verschillende Britse scheepswerven werkten samen om deze aanpassingen in een enorm beperkte tijd te voltooien.
Verschillende STUFT werden aangevallen tijdens het conflict en één schip zonk, de Atlantic Conveyor. Hierbij stierven 12 bemanningsleden; 6 burgers, waaronder de kapitein en 6 militairen. Het wrak is nu beschermd als protected place onder de Protection of Military Remains Act 1986.

## STUFT in andere landen en conflicten
Meerdere landen beschikken over plannen om (een deel van) hun handelsvloot in te zetten voor militaire operaties, vaak om een eerder beperkte militaire vloot relatief eenvoudig te kunnen uitbreiden.
China focust recent op het uitbreiden van hun maritieme capaciteit, het land beschikt over een zeer grote handelsvloot die de capaciteit heeft om hun militair apparaat te ondersteunen.
Historisch gezien werden koopvaardijschepen vaak ingezet tijdens conflicten, hoewel eerder conservatief voor het vervoeren van vracht, dan als quasi militaire schepen, zoals tijdens de Falklandoorlog. STUFT zal steeds verwijzen naar schepen die dergelijke taken op zich nemen als tijdens die oorlog en die op juridisch vlak op eenzelfde manier opgevorderd worden.